# Mettenheim, Alzey-Worms
Mettenheim là một đô thị thuộc huyện Alzey-Worms, bang Rheinland-Pfalz, nước Đức. Đô thị Mettenheim, Alzey-Worms có diện tích 6,41 km². 

## Người địa phương nổi bật
Jacob Best, (1786 – 1861) là một nhà sản xuất bi Mỹ, công ty được ông thành lập sau này có tên Pabst Brewing Company ở Milwaukee, Wisconsin. Ông sinh ra ở Hesse-Darmstadt và di cư sang Milwaukee năm 1844.